# Bembidion louisella
Bembidion louisella es una especie de escarabajo del género Bembidion, familia Carabidae. Fue descrita científicamente por Maddison en 2008.
Habita en Canadá y los Estados Unidos.